# Edward Brophy
Edward S. Brophy (Nova York, 27 de fevereiro de 1895 - 27 de maio de 1960) foi um ator norte-americano, conhecido pelo seu papel em Dumbo, como a voz do rato Timothy ou Timóteo, em 1941.

## Biografia
Edward S. Brophy nasceu em 27 de fevereiro de 1895 em Nova York e estudou na Universidade de Virginia. Começou a fazer participações em filmes no ano de 1919, mas alternou seu plano de vida para trabalhar na produção, embora continuasse aparecendo em diversas peças pequenas.
Enquanto servia como dono da propriedade para a unidade de produção de Buster Keaton na Metro-Goldwyn-Mayer, Brophy apareceu em uma sequência memorável no clássico The Cameraman  do comediante, em 1928. Numa cena, Buster e Brophy tentam ambos despir-se, simultaneamente, em uma pequena sala de guarda-roupa.
Brophy também apareceu em dezenas de papéis cômicos.
Típico de seu trabalho era a sua vez memorável proporcionando alívio cômico no pequeno papel de apoio da Marinha em Manila que adota o cão "Tripoli" na propaganda de guerra obra-prima de Howard Hawks, em 1943.
Na década de 1950, começou a ter menos papéis.
Seu último filme foi em 1961 do diretor John Ford, o faroeste Terra Bruta.
Brophy morreu no dia 27 de maio de 1960, na Califórnia.

## Filmografia parcial
- Something Different (1920)
- The Cameraman (1928) (não creditado)
- Free and Easy (1930)
- Those Three French Girls (1930)
- Doughboys (1930)
- The Champ (1931)
- Freaks (1932)
- Flesh (1932)
- What! No Beer? (1933) (não creditado)
- Beer and Pretzels (1933 curta)
- Hello Pop! (1933 curta)
- The Thin Man (1934)
- Hide-Out (1934)
- Death on the Diamond (1934)
- Evelyn Prentice (1934)
- 1,000 Dollars a Minute (1935)
- The Whole Town's Talking (1935)
- Naughty Marietta (1935)
- Mad Love (1935)
- China Seas (1935)
- Remember Last Night? (1935)
- Wedding Present (1936)
- Great Guy (1936)
- The Soldier and the Lady (1937)
- The Girl Said No (1937)
- The Last Gangster (1937)
- A Slight Case of Murder (1938)
- Romance on the Run (1938)
- Hold That Kiss (1938)
- Gold Diggers in Paris (1938)
- You Can't Cheat an Honest Man (1939)
- Golden Boy (1939)
- The Amazing Mr. Williams (1939)
- Golden Gloves (1940)
- Dance, Girl, Dance (1940)
- The Invisible Woman (1940)
- Calling Philo Vance (1940)
- The Bride Came C.O.D. (1941)
- Dumbo (1941) (voz) (Timothy Q Mouse)
- The Gay Falcon (1941)
- All Through the Night (1941)
- Larceny, Inc. (1942)
- Madame Spy (1942)
- Broadway (1942)
- Air Force (1943)
- Destroyer (1943)
- Cover Girl (1944)
- It Happened Tomorrow (1944)
- The Falcon in San Francisco (1945)
- The Thin Man Goes Home (1945)
- Wonder Man (1945)
- Renegade Girl (1946)
- The Falcon's Adventure (1946)
- It Happened on Fifth Avenue (1947)
- Arson, Inc. (1949)
- Roaring City (1951)
- Bundle of Joy (1956)
- The Last Hurrah (1958)